# Biserica Sfinții Arhangheli din Perșani
Biserica Sfinții Arhangheli este un monument istoric aflat pe teritoriul satului Perșani, comuna Șinca. În Repertoriul Arheologic Național, monumentul apare cu codul  41890.02.

## Localitatea
Perșani este un sat în comuna Șinca din județul Brașov, Transilvania, România. Prima mențiune documentară este din anul 1527.

## Biserica
Biserica din Perșani, aflată la limita dintre Țara Făgărașului și Țara Bârsei, a fost construită în jurul anului 1704, în stil brâncovenesc. Materia primă a fost piatra din cariera situată în apropiere de localitate. De-a lungul anilor, biserica a fost supusă lucrărilor de renovare. Cele mai ample lucrări au avut loc în perioada 2007-2013: s-a schimbat acoperișul în totalitate, s-au refăcut tencuielile, s-a înlocuit la interior podeaua, catapeteasma, ferestrele și stranele. Partea cea mai importantă a lucrărilor de interior a fost pictura în tehnica fresco, realizată în perioada 2009-2012, de pictorii Gabriela și Sabin Drinceanu din Iași. Târnosirea lăcașului de cult a fost făcută în data de 12 mai 2013, de Laurențiu Streza, mitropolitul Ardealului.

## Imagini

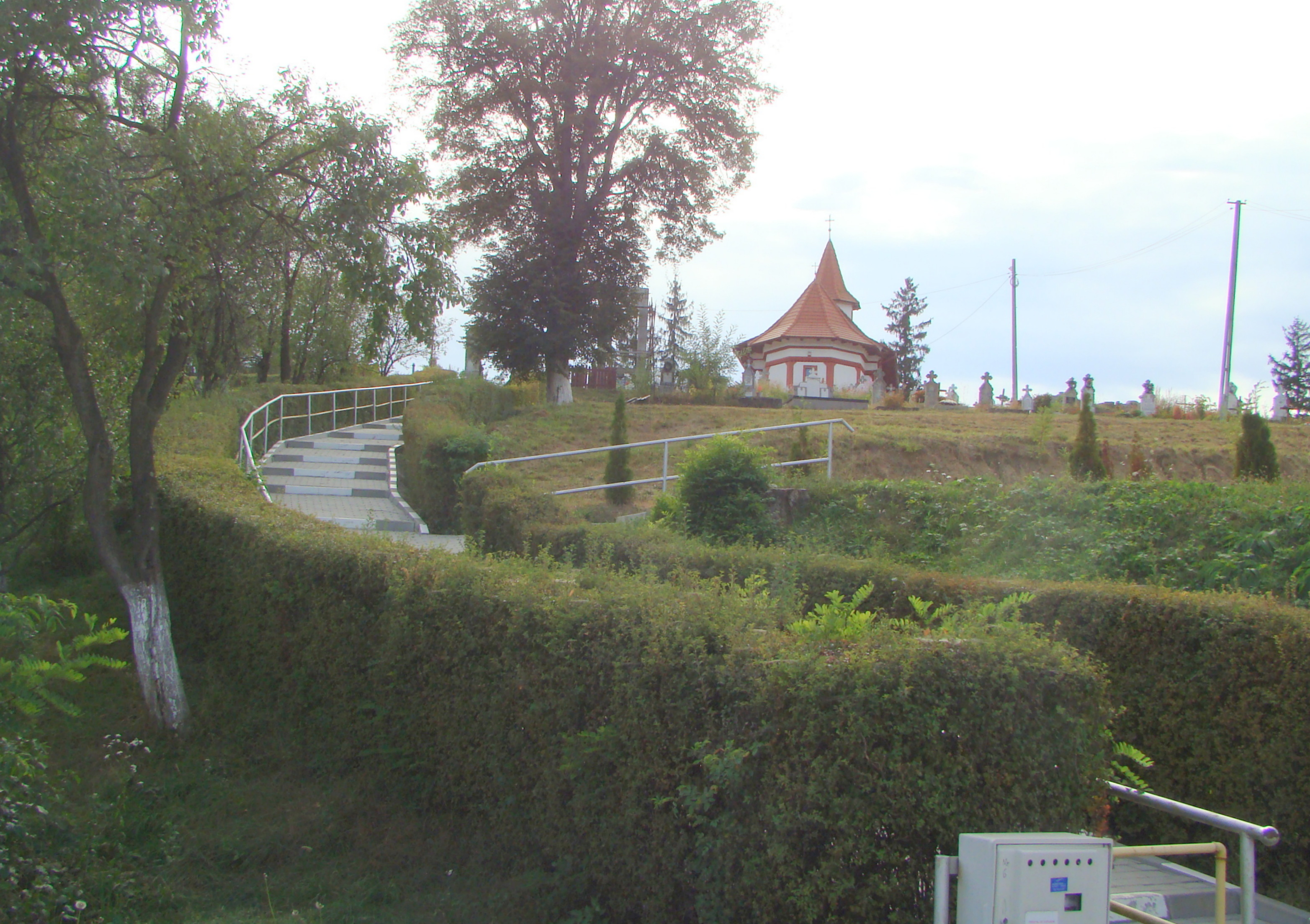
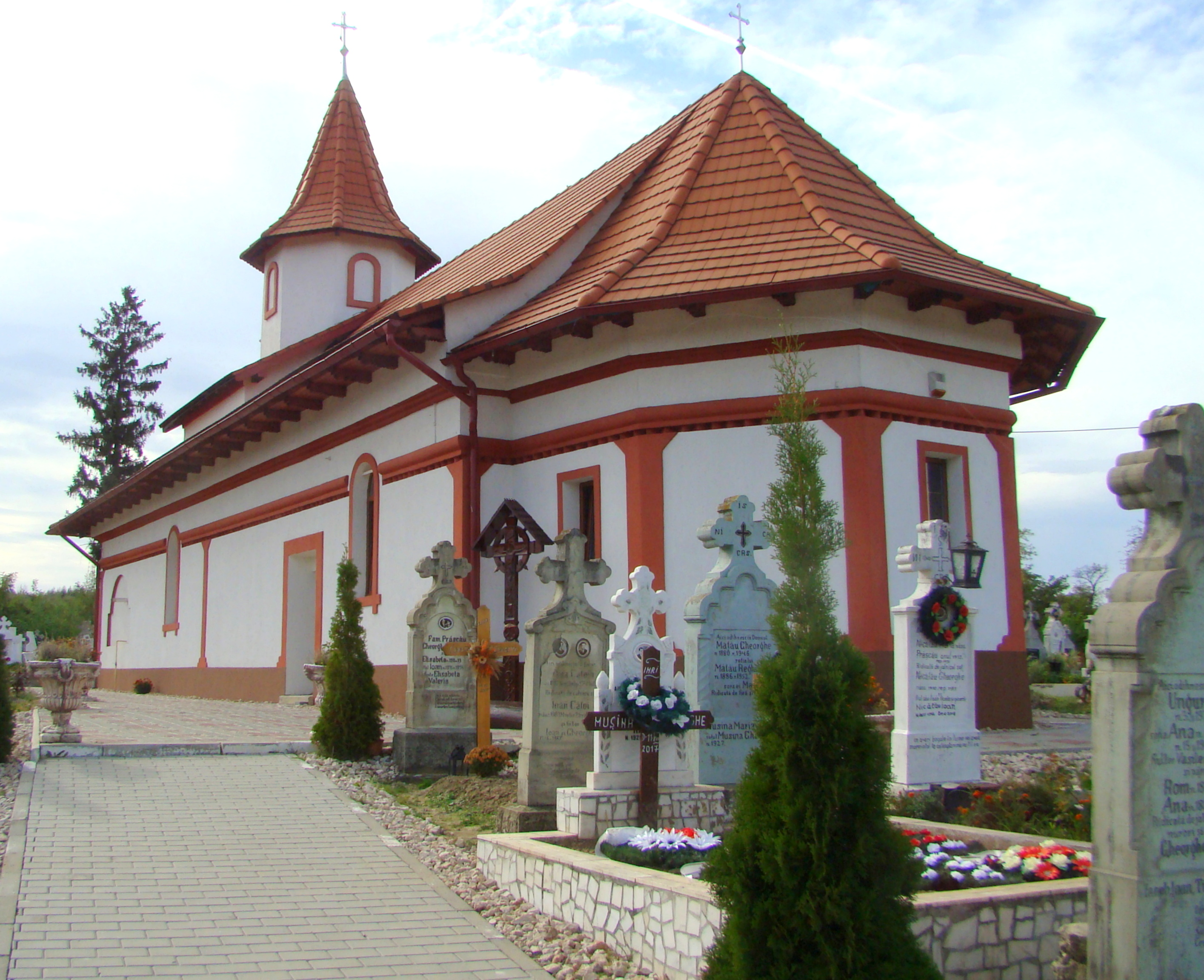
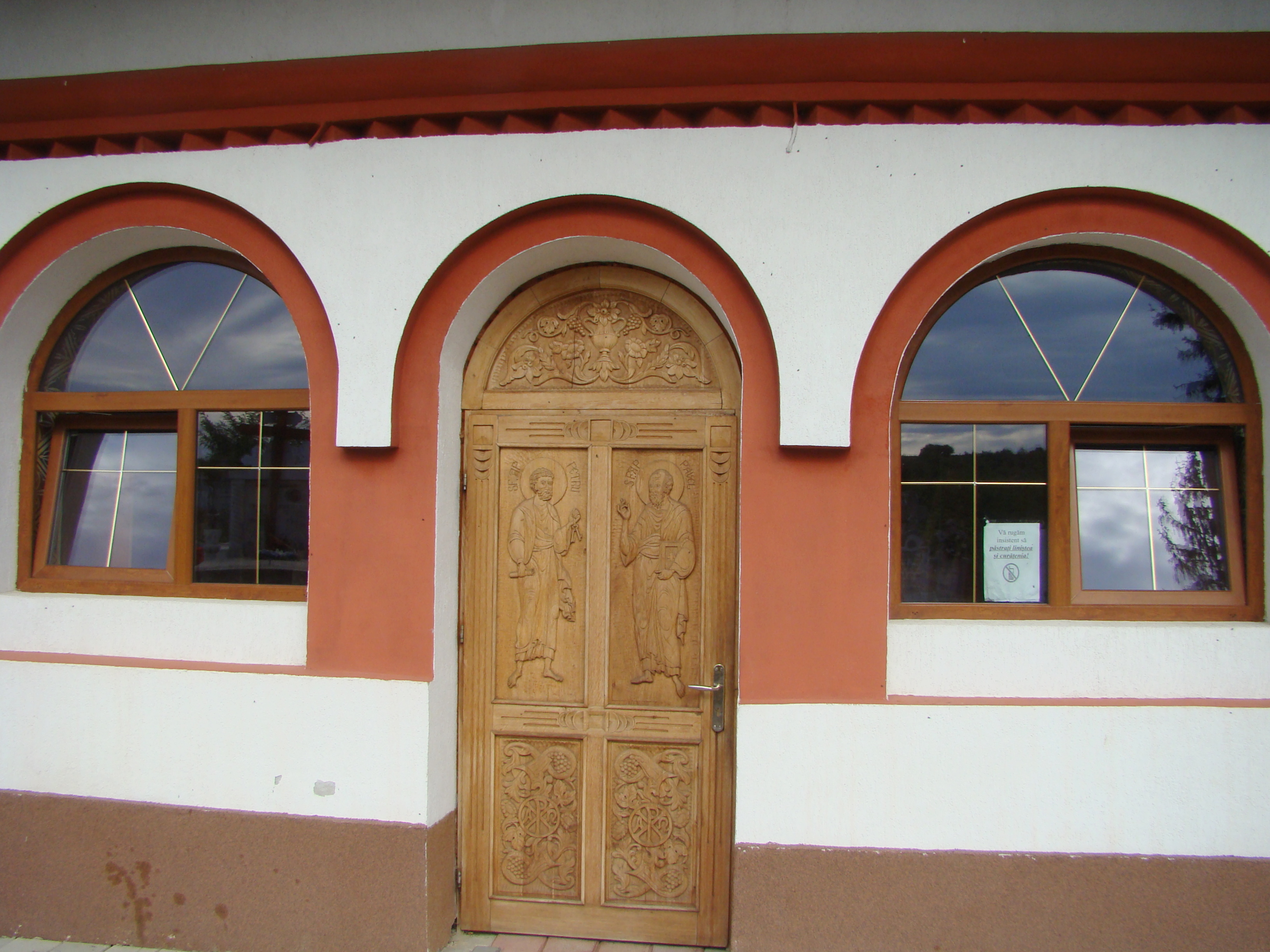
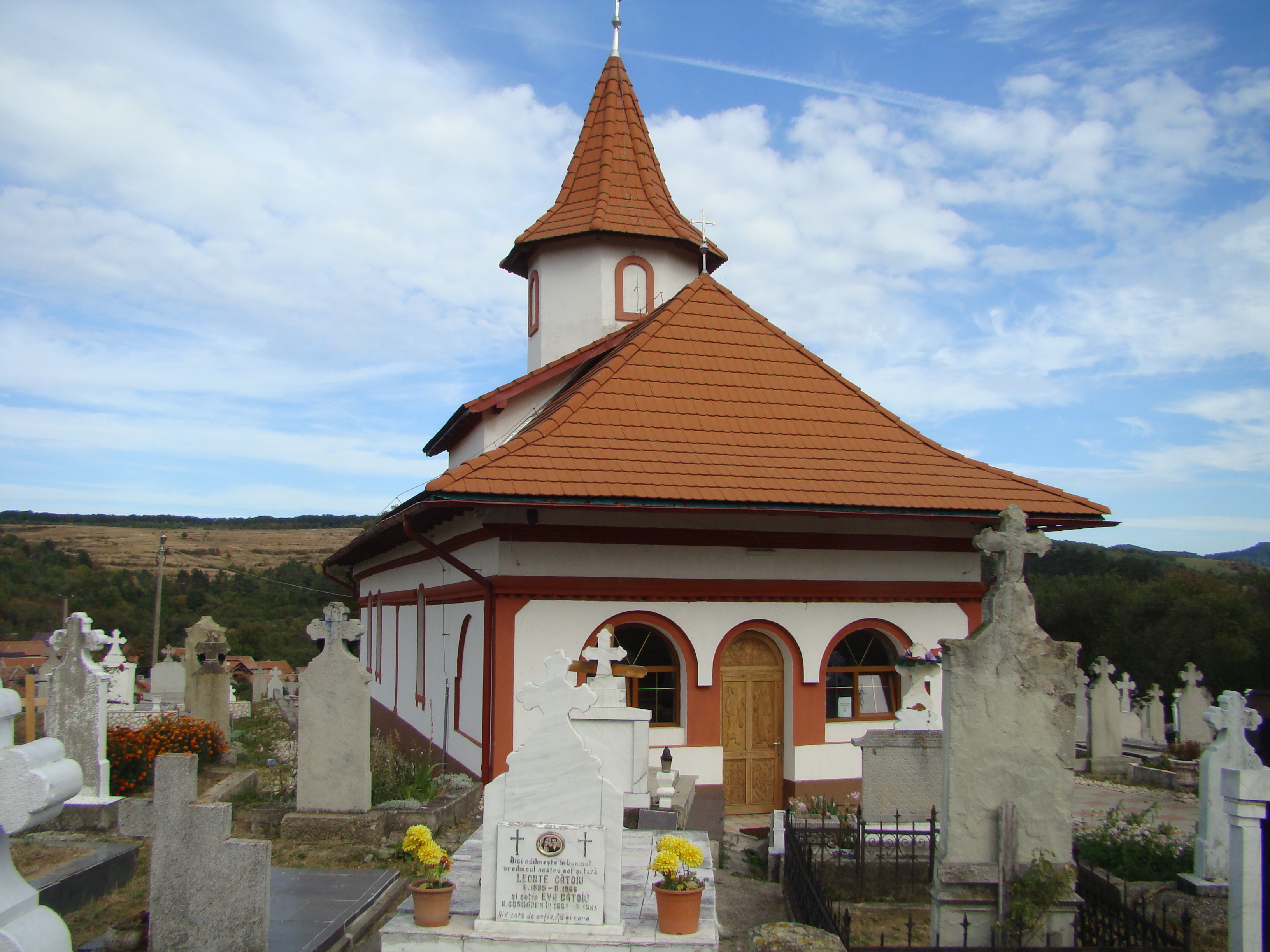
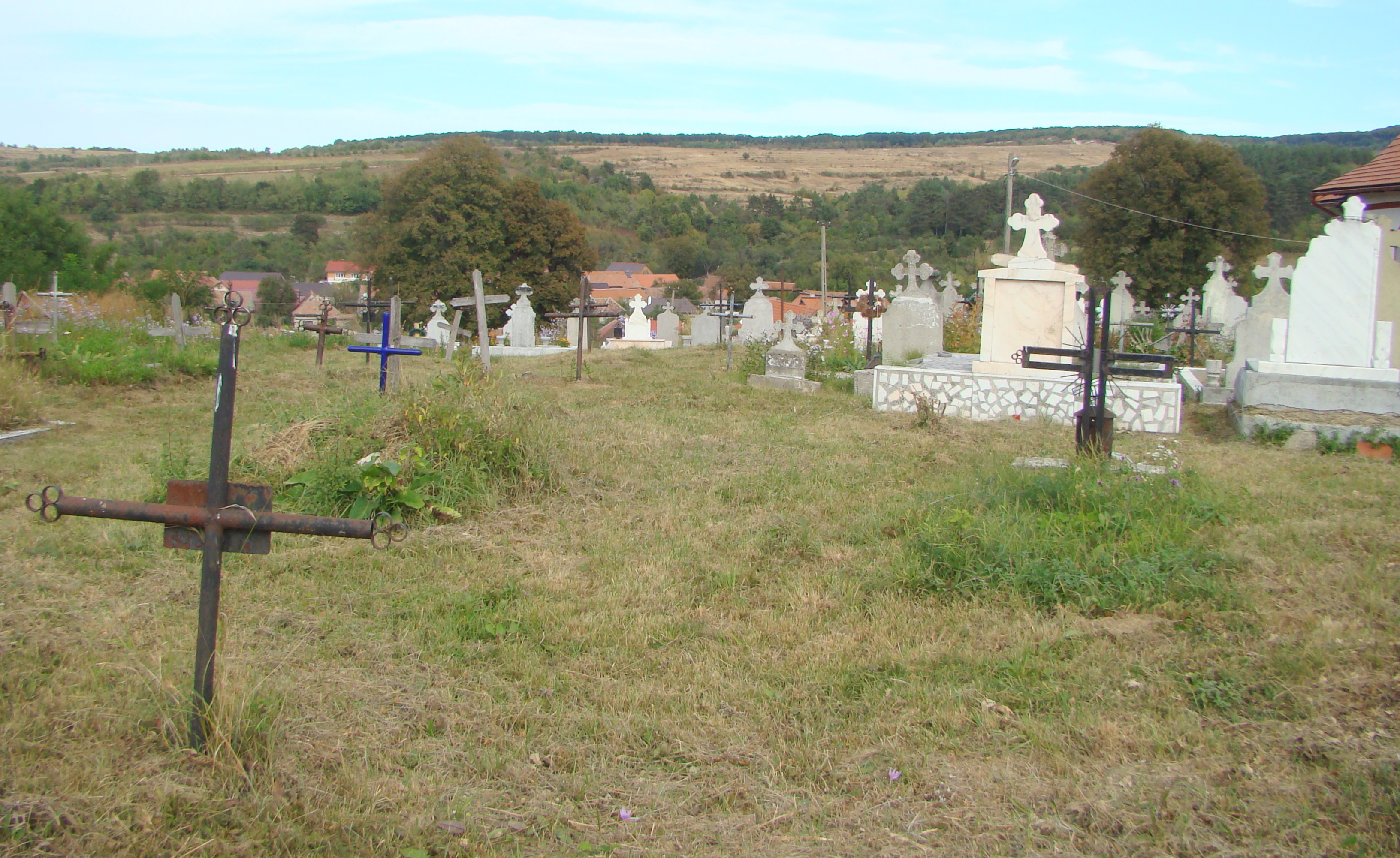
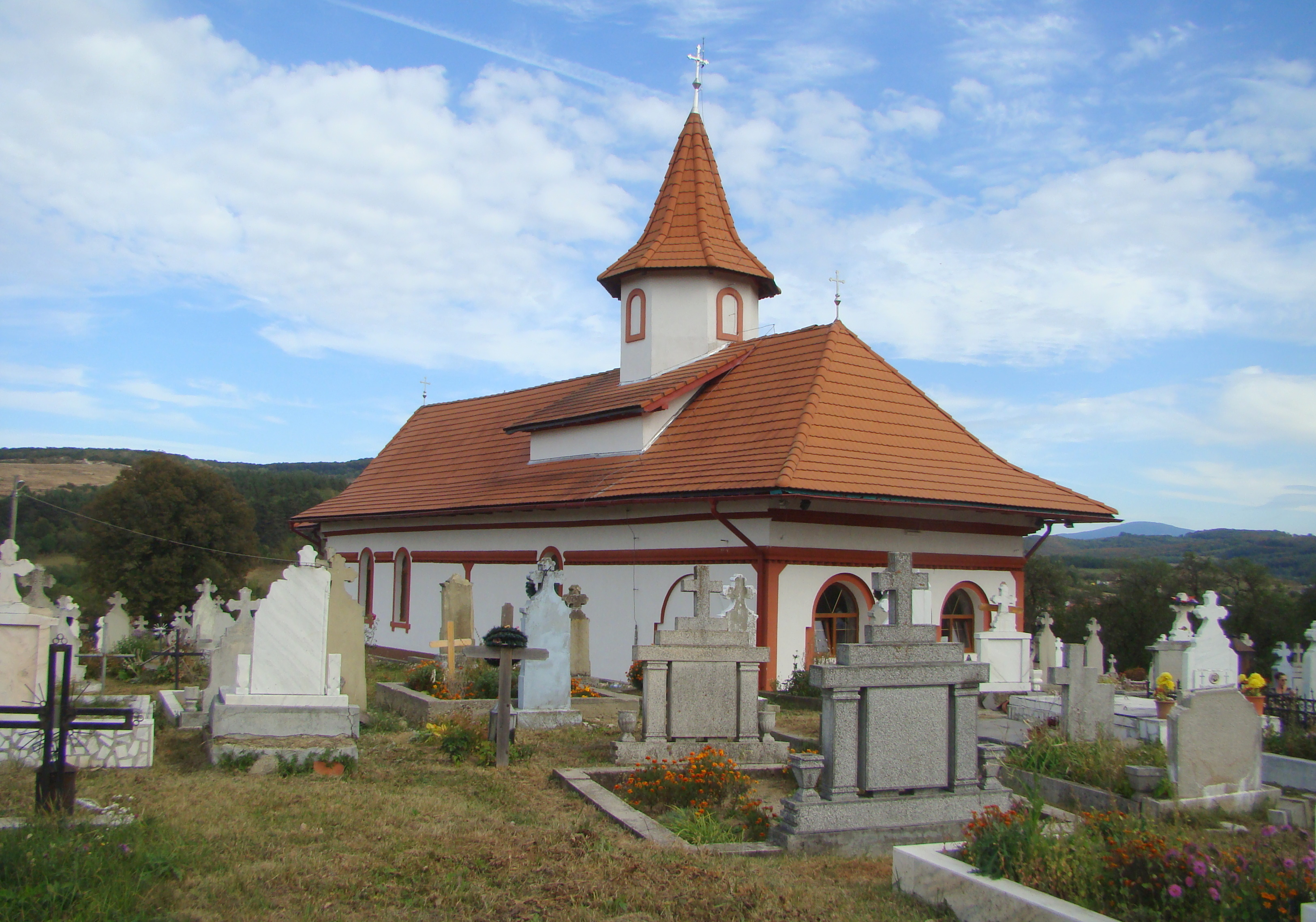
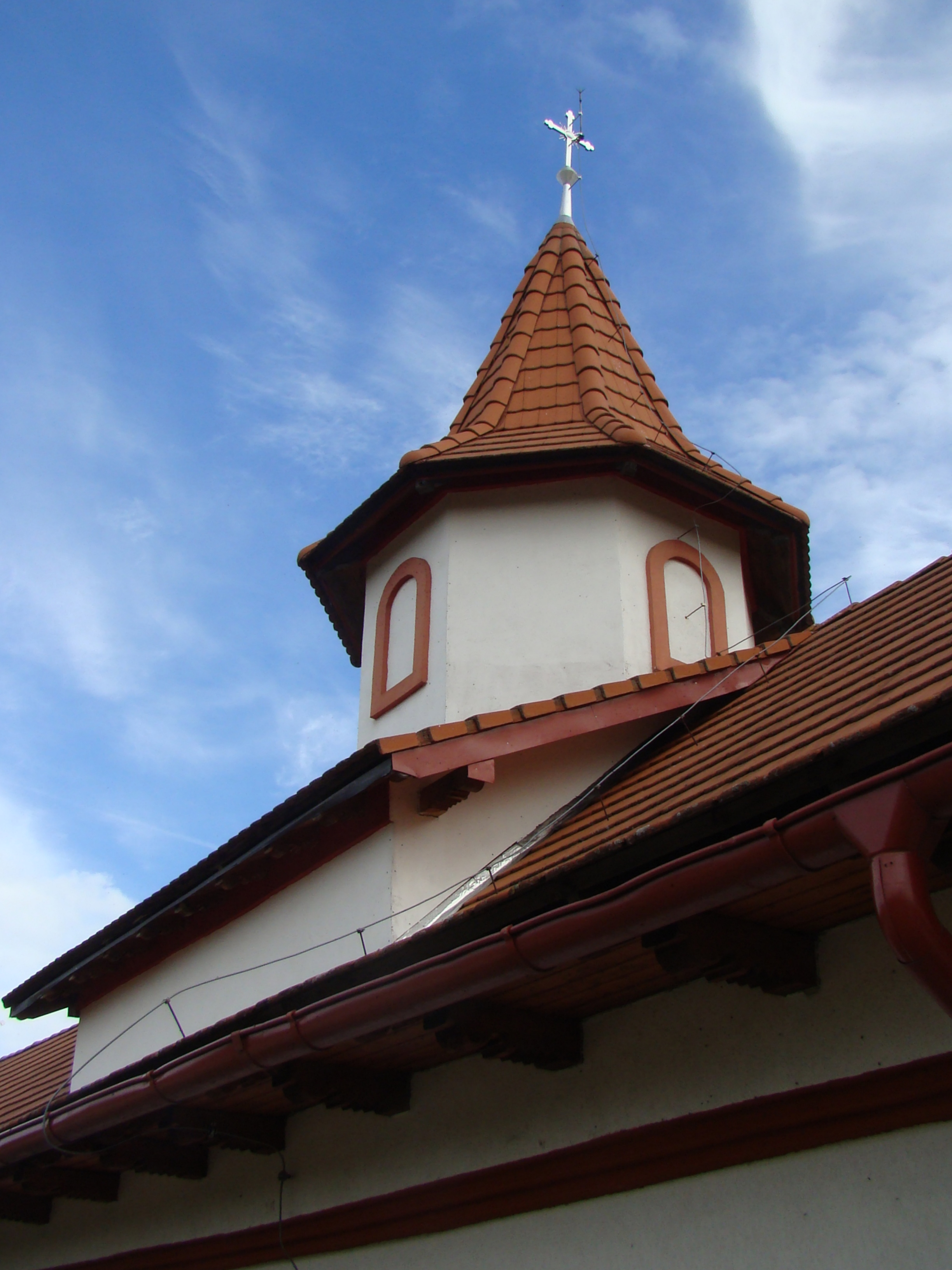
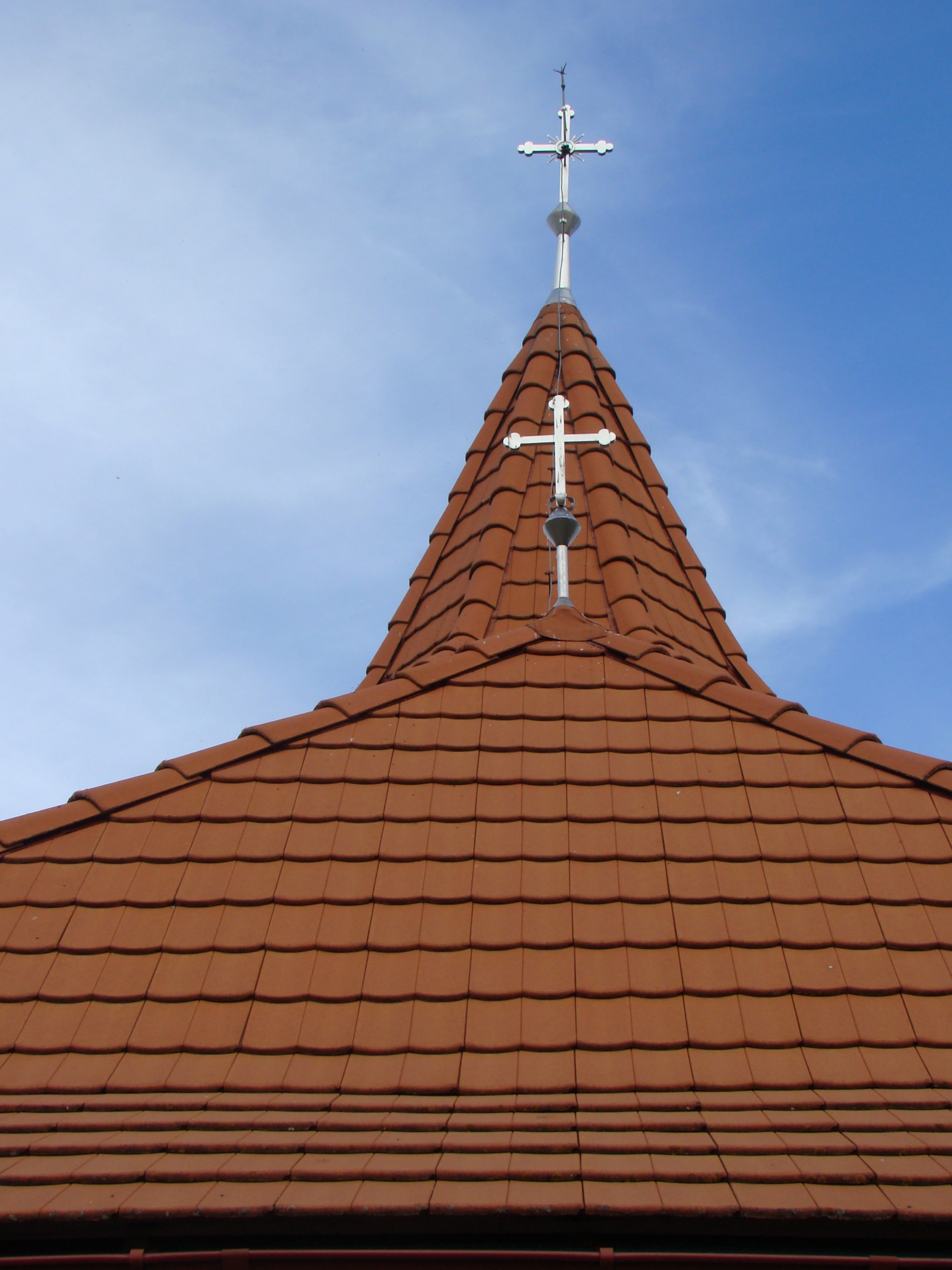
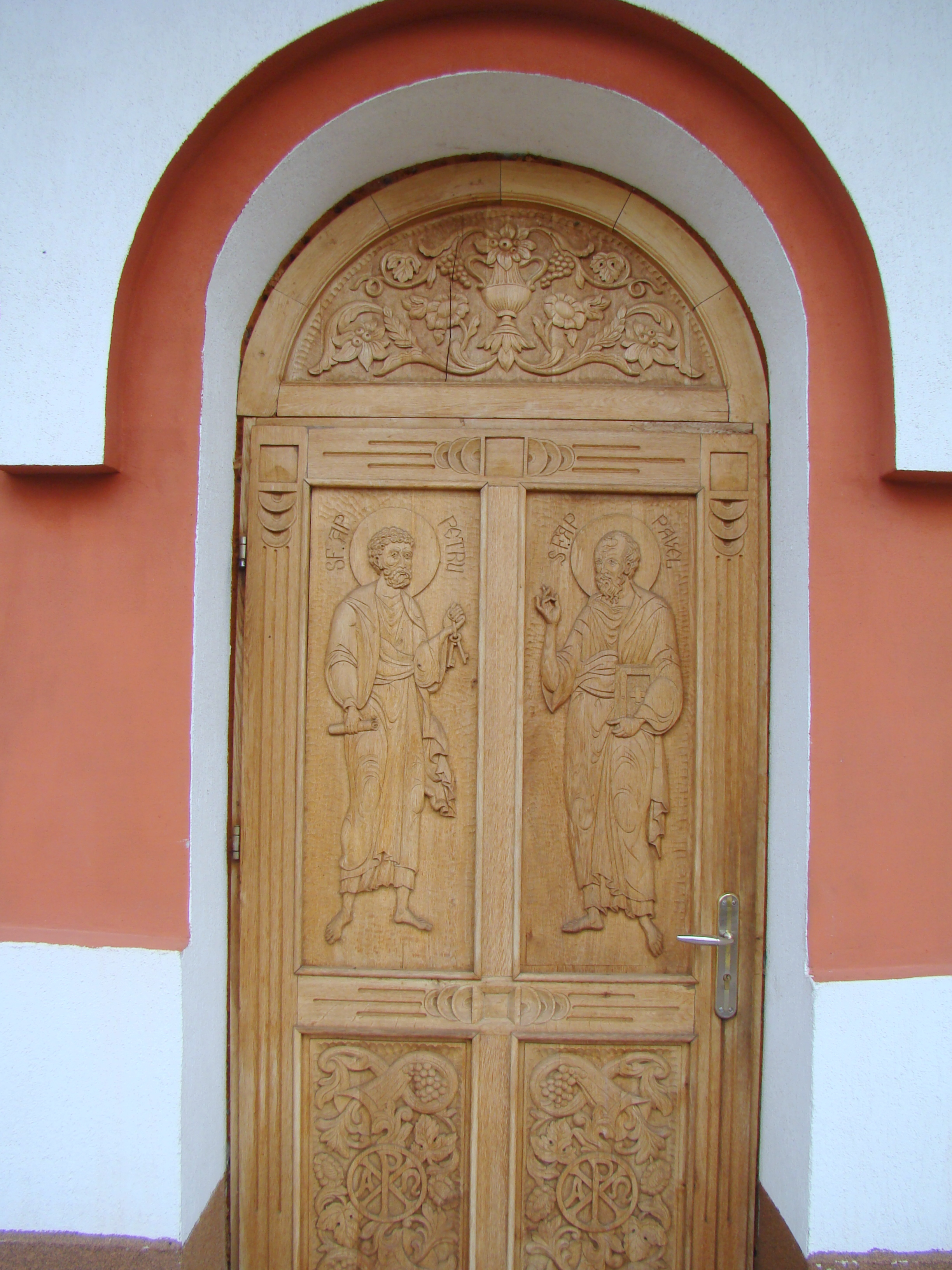
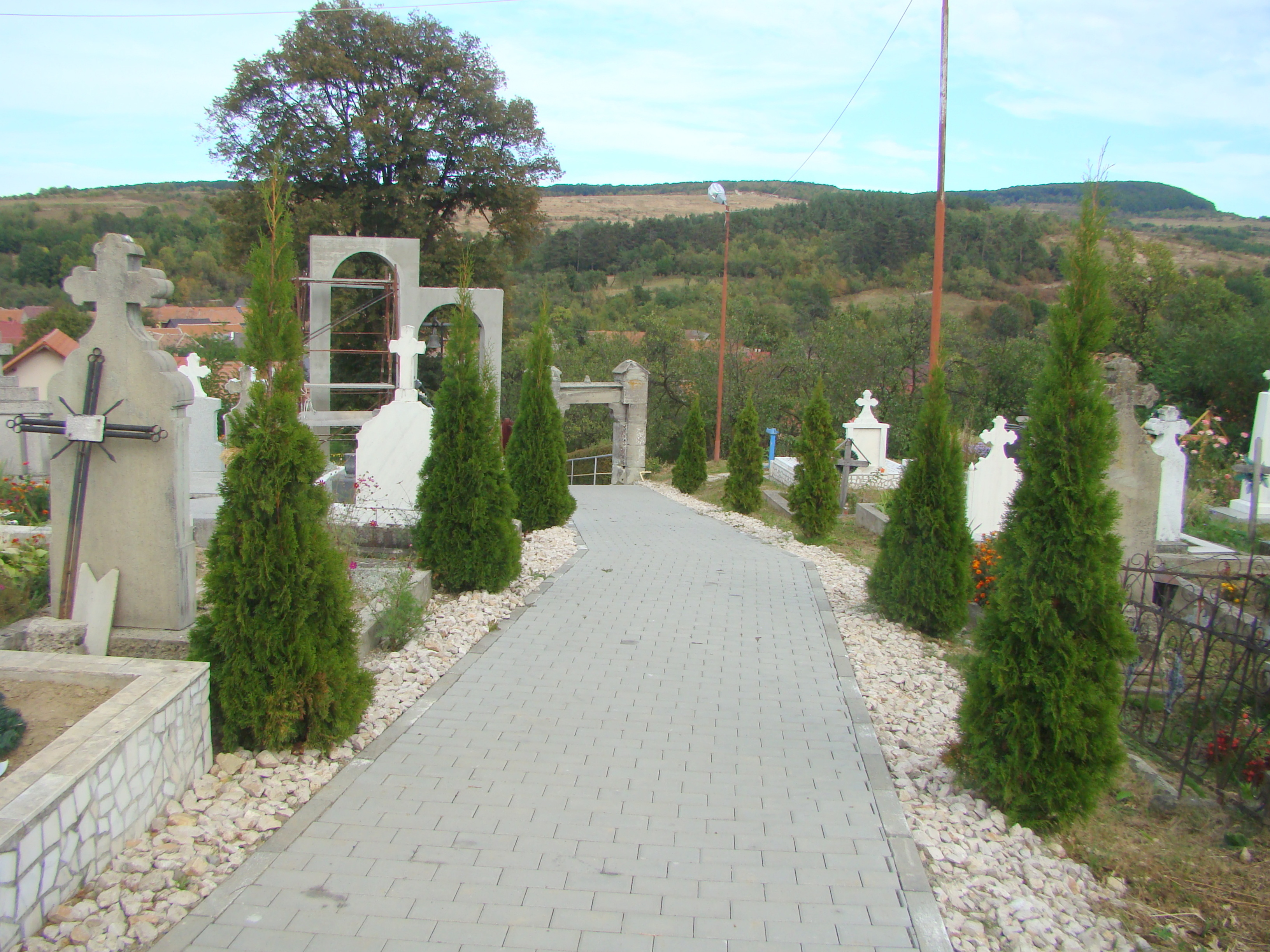
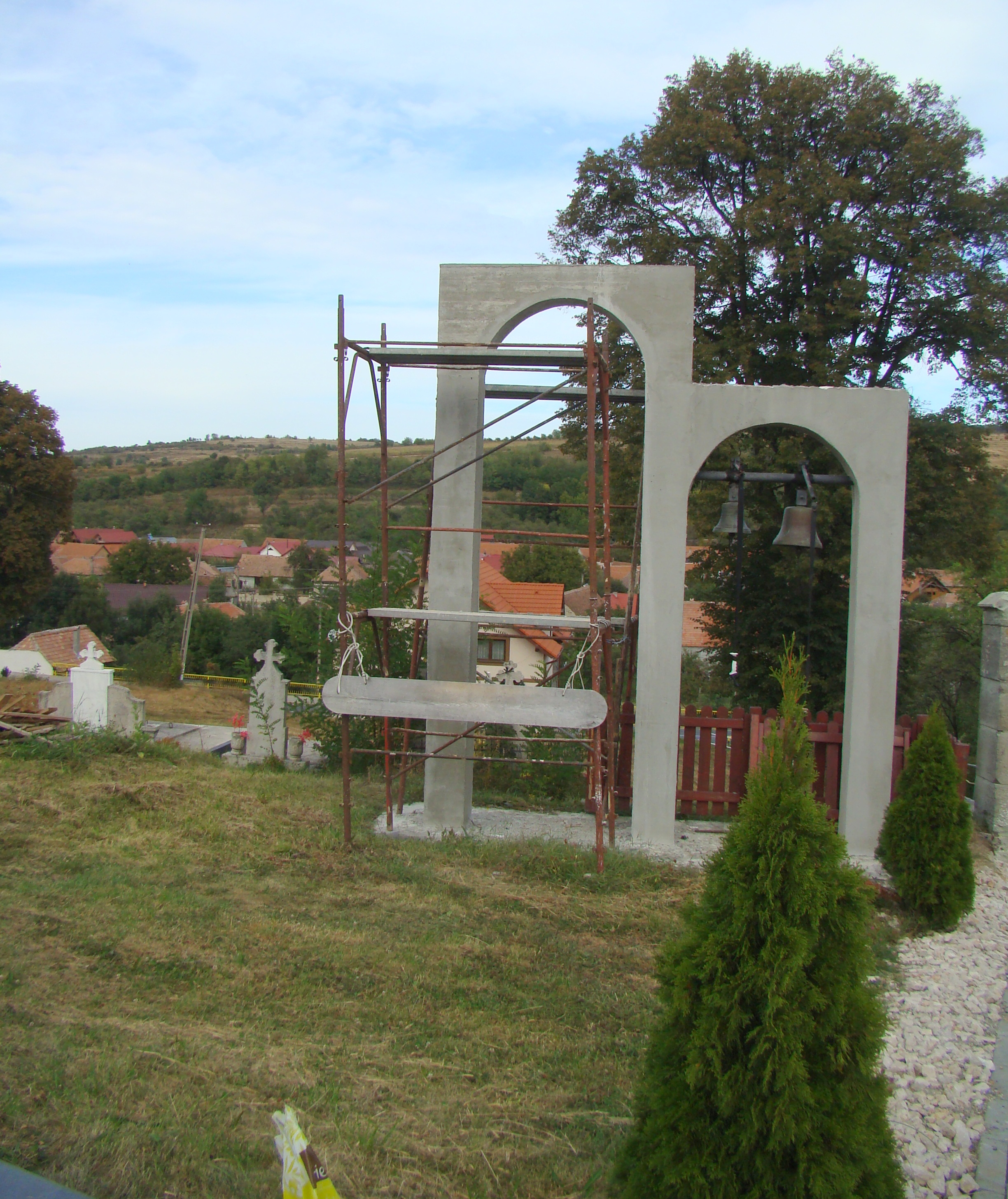
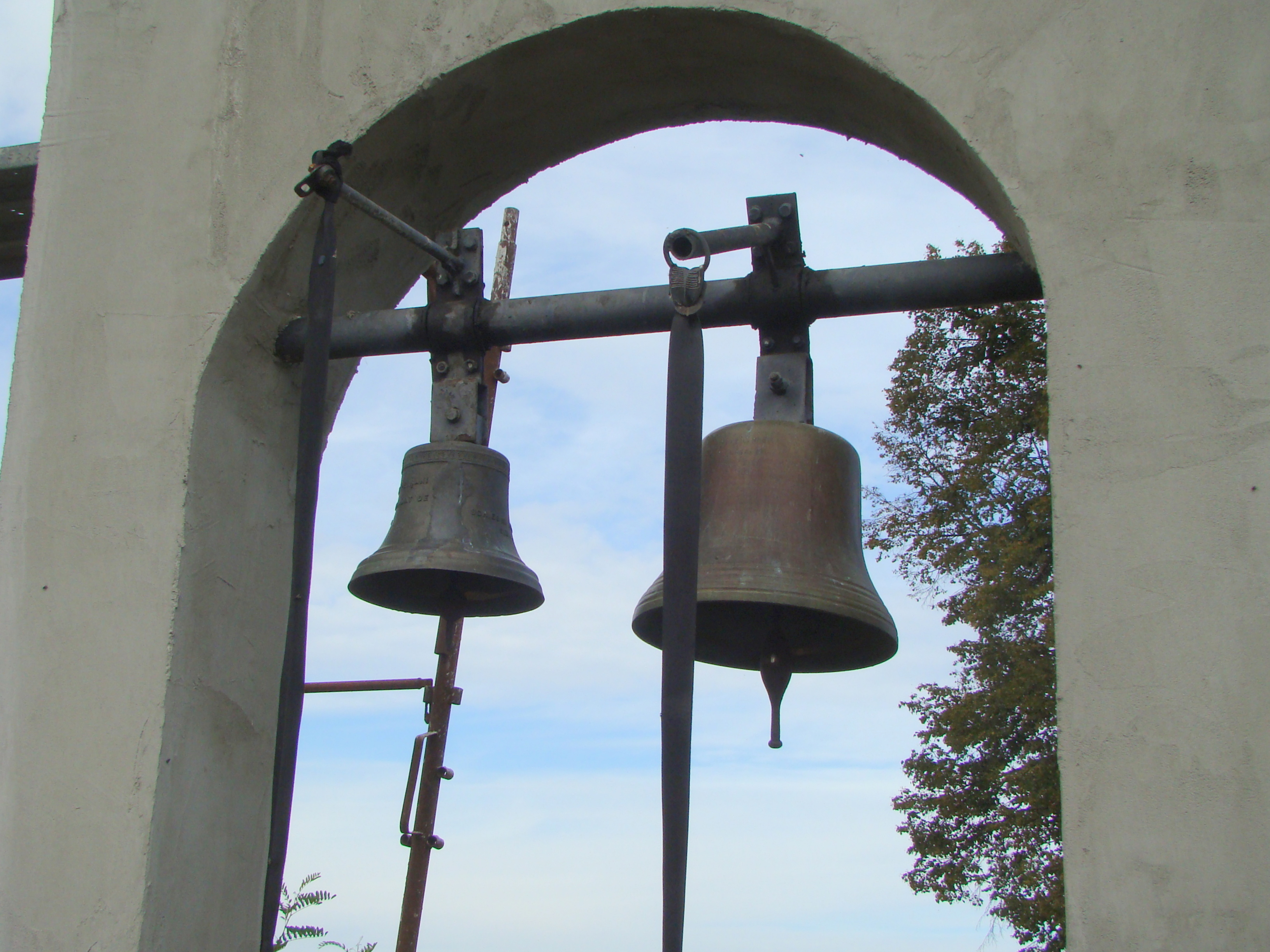
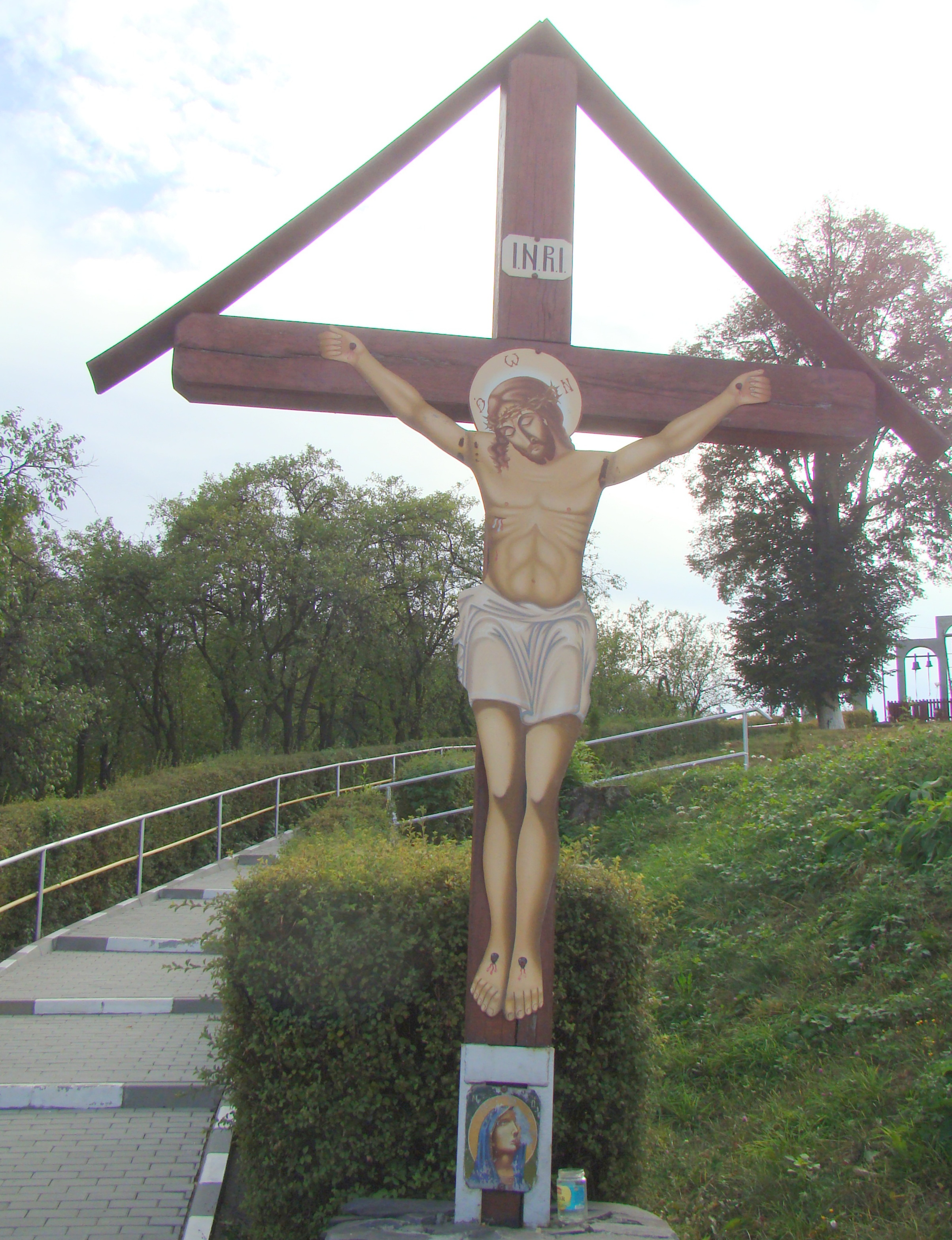
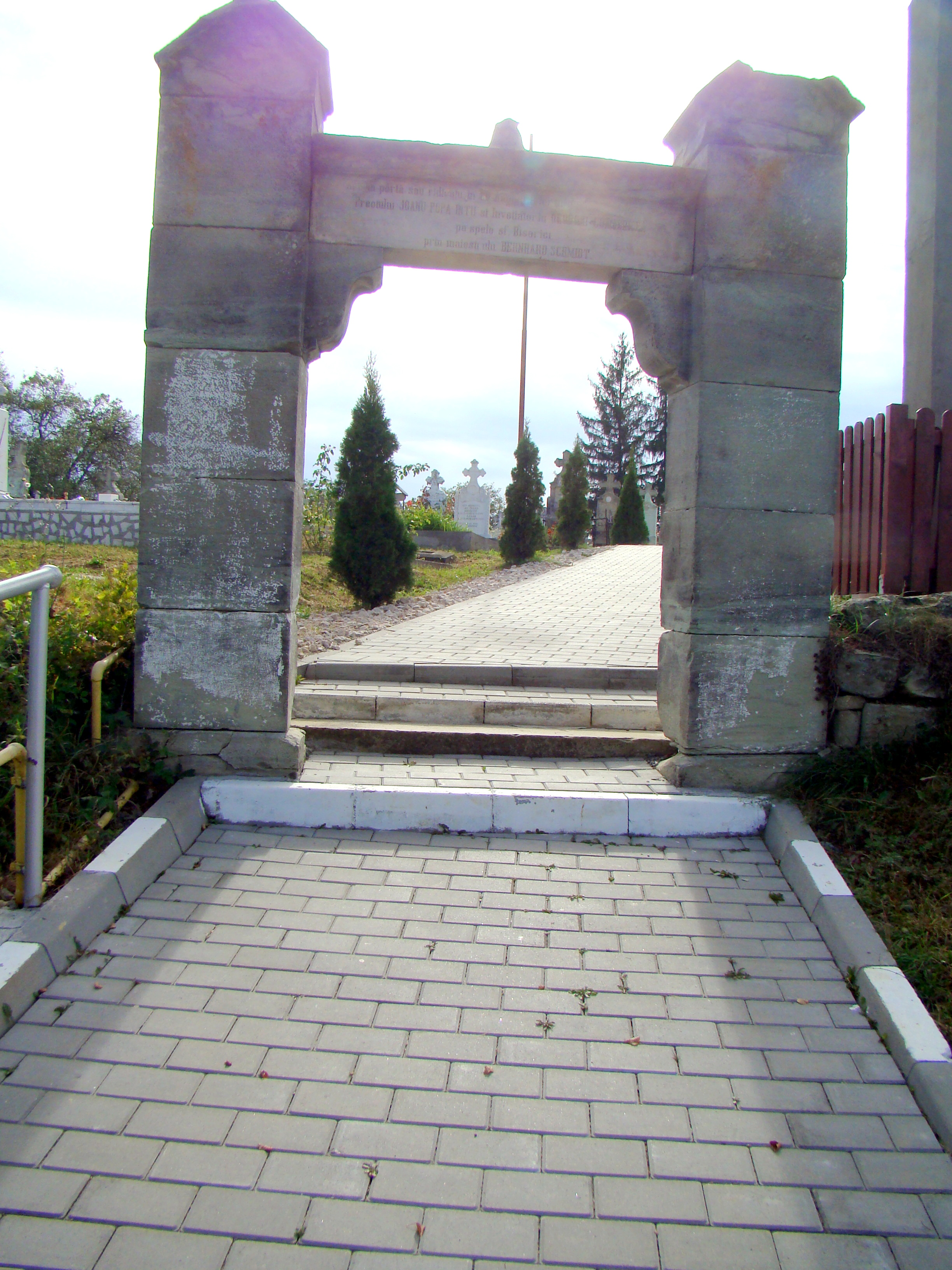
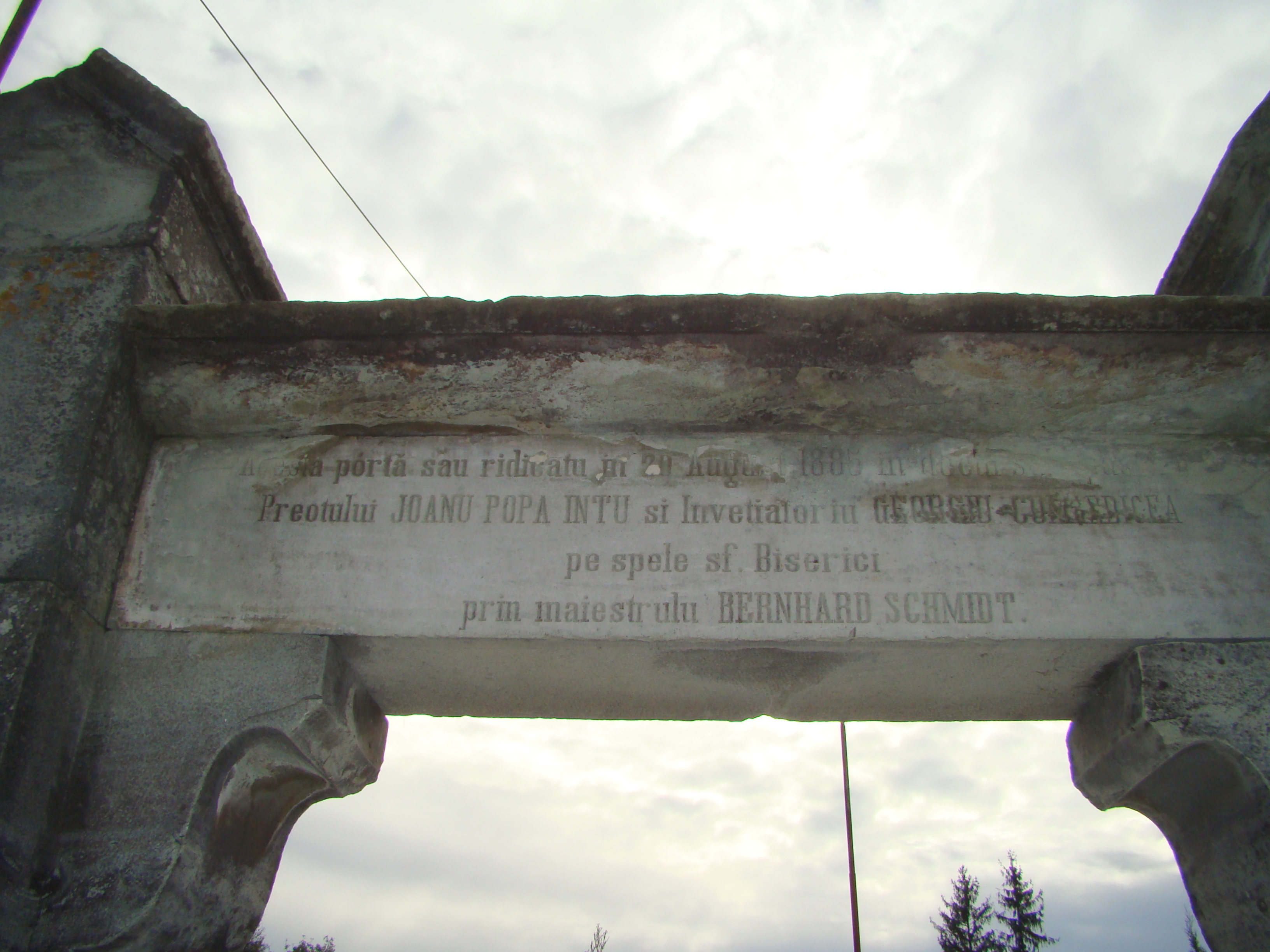
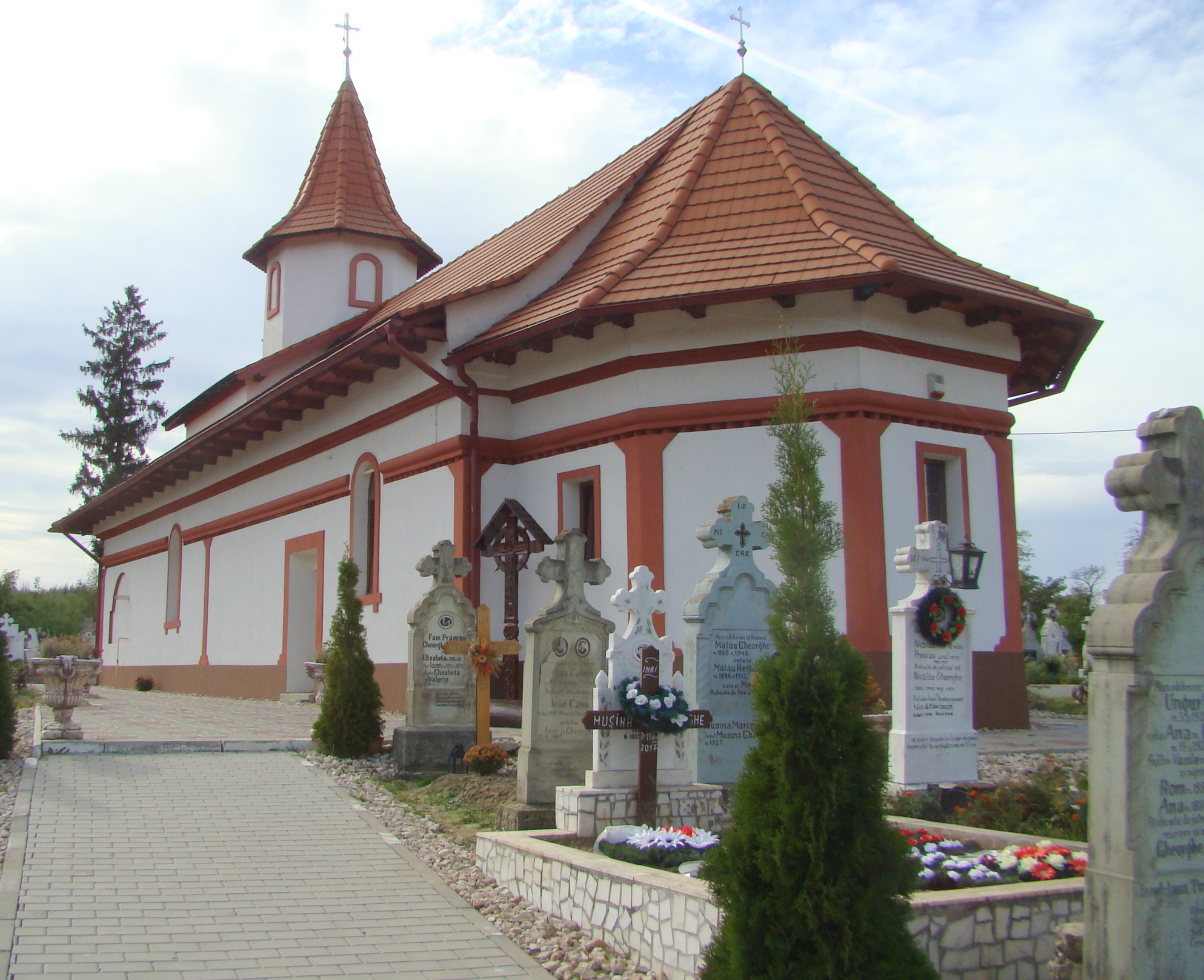
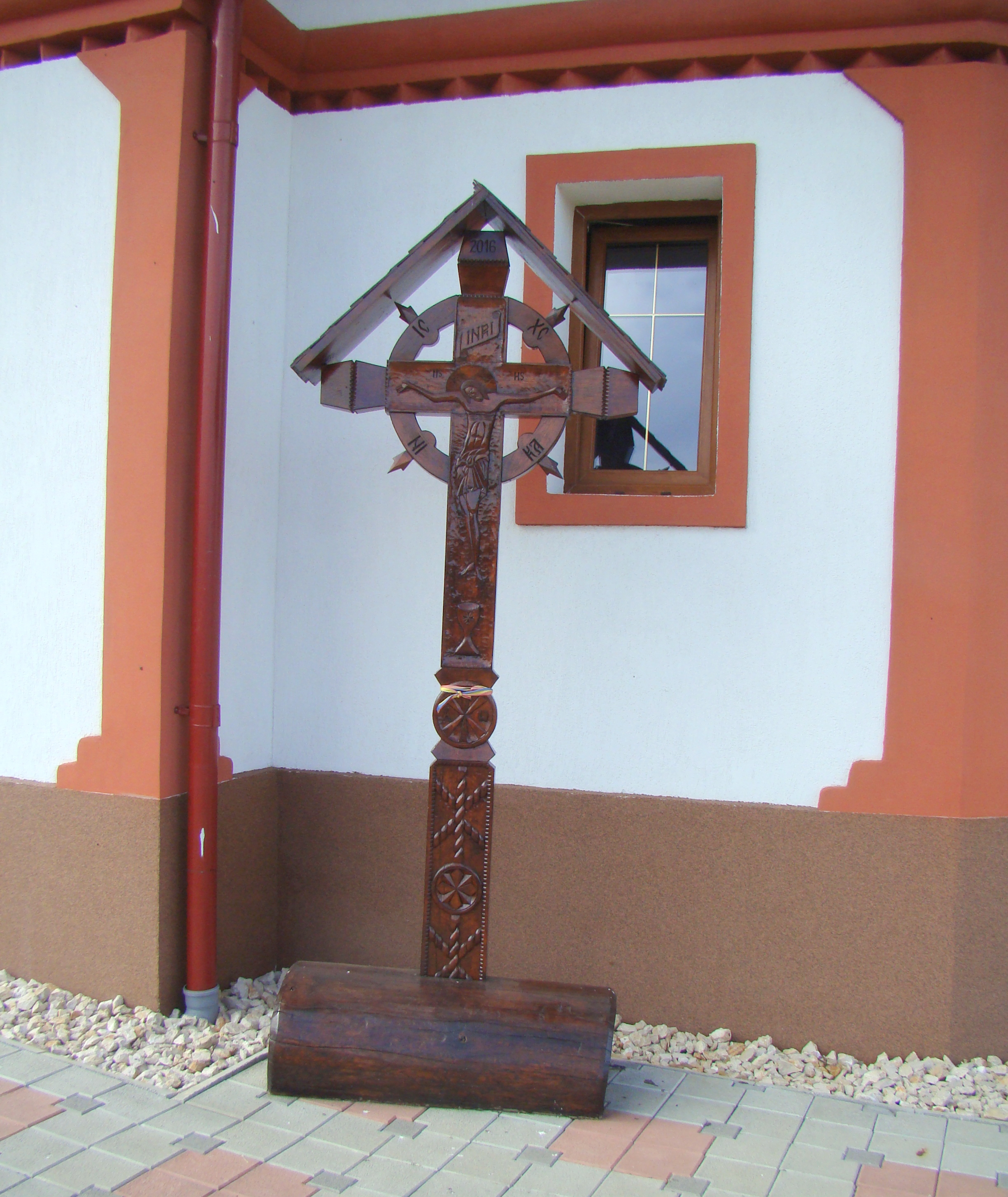
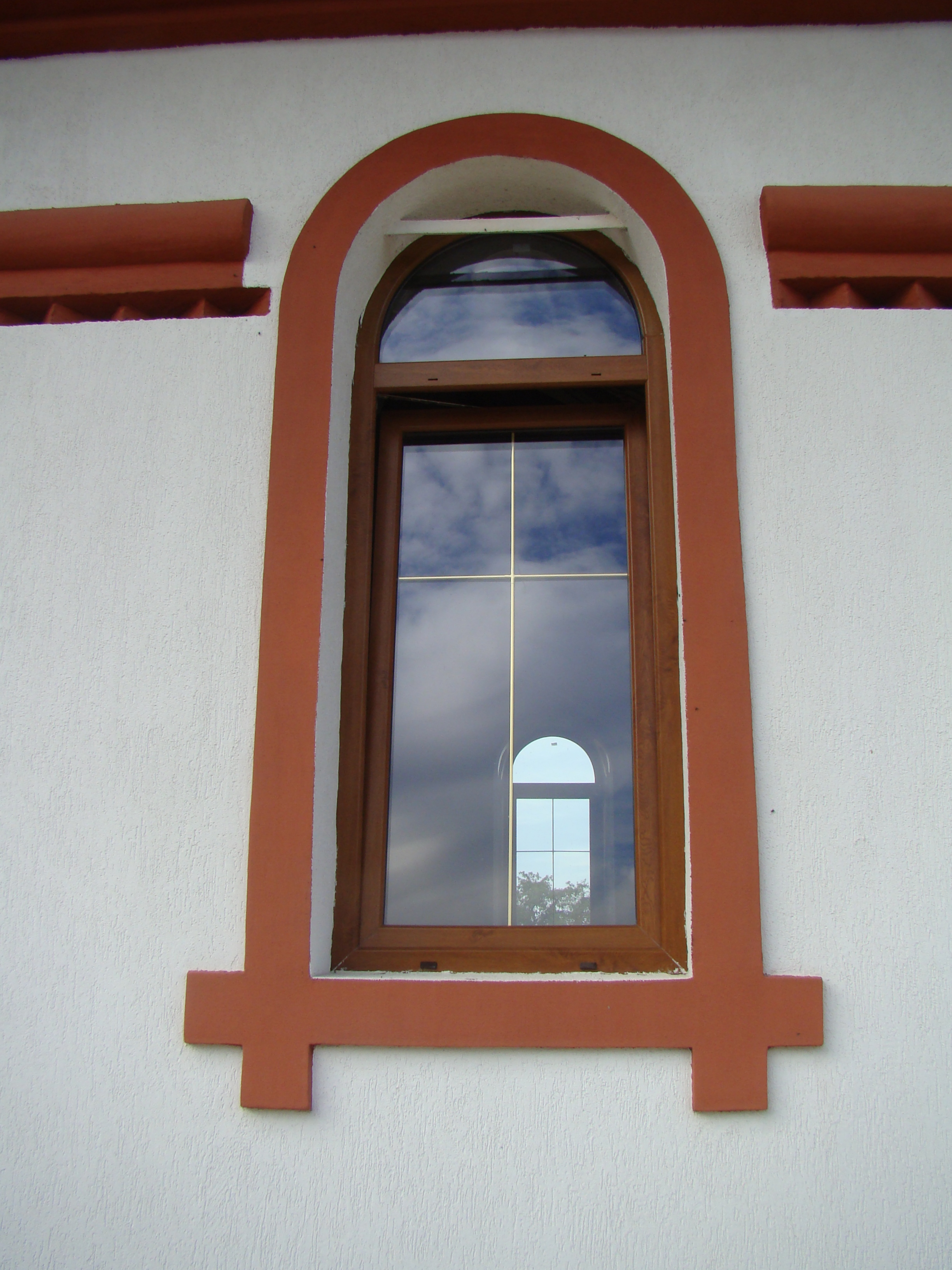
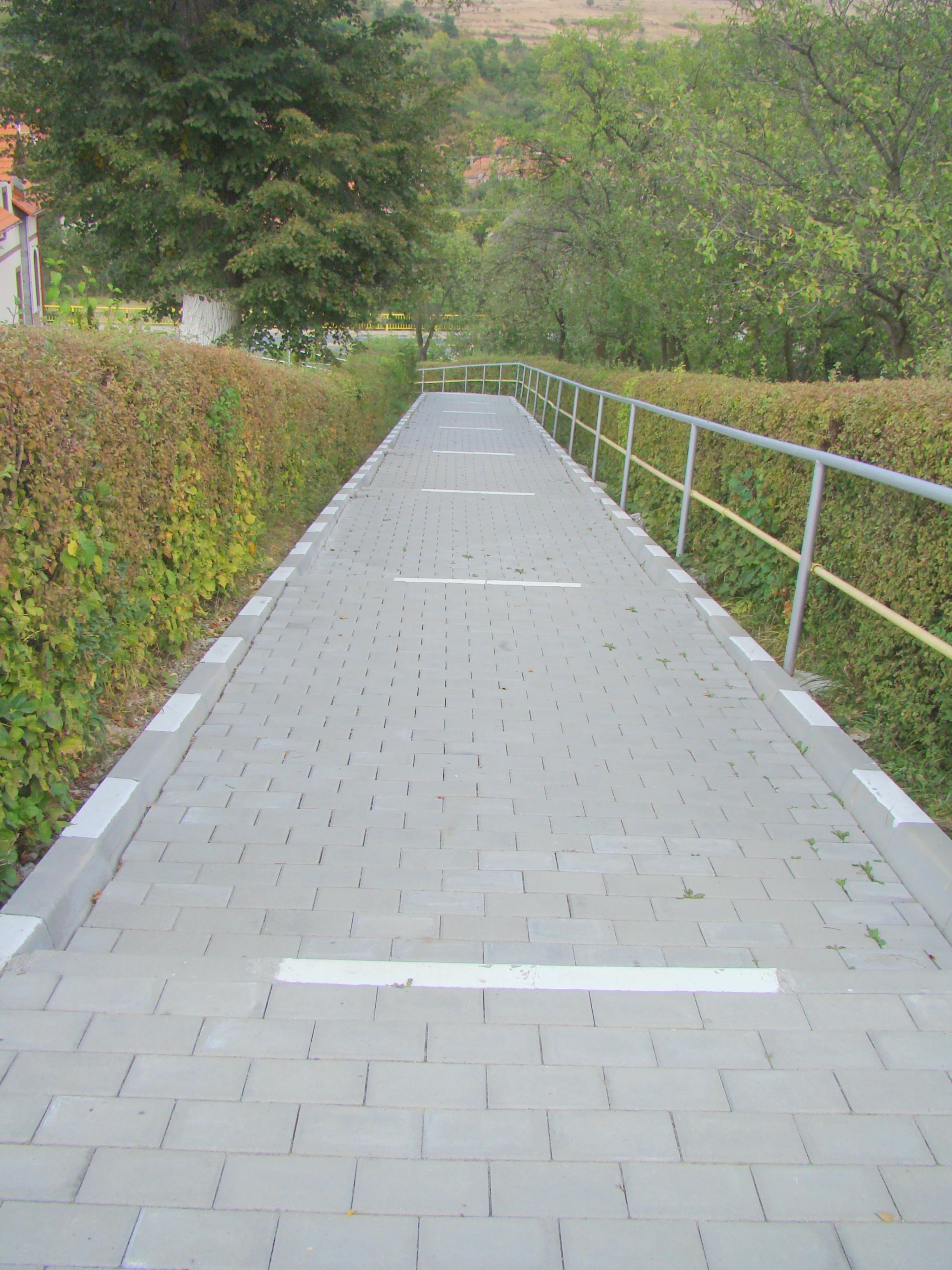